# Claudia Seitz
Claudia Seitz (* 20. Oktober 1970 in Lahr) ist eine deutsche Rechtswissenschaftlerin und Hochschullehrerin.

## Leben
Claudia Seitz studierte Rechtswissenschaften an der Albert-Ludwigs-Universität Freiburg, der Universität Basel und der Universität Straßburg und schloss ihr Studium 1996 mit dem Ersten Juristischen Staatsexamen ab. Im Anschluss daran arbeitete sie im Rahmen eines Praktikums im Kabinett des deutschen Richters am Europäischen Gerichtshof in Luxemburg. Nach dem juristischen Vorbereitungsdienst in Freiburg und Brüssel und Studien an der Faculté Internationale de Droit Comparé in Strassburg mit dem Erwerb des Diplôme de Droit Comparé 1997 legte sie 1998 das Zweite Juristische Staatsexamen ab. Nach der Zulassung als Rechtsanwältin am Oberlandesgericht Köln arbeitete sie seit 1999 als Rechtsanwältin zunächst in Brüssel und dann in Köln. 2001 wurde sie an der Universität Basel mit einer europarechtlichen Arbeit zur Dr. iur. promoviert.
Von 2002 bis 2010 war Claudia Seitz Syndikusanwältin in der Konzernrechtsabteilung eines internationalen Unternehmens in Basel. Während dieser Zeit absolvierte sie berufsbegleitend zunächst ein Postgraduiertenstudium und im Anschluss daran ein Masterstudium am King’s College London, das sie 2009 mit dem Master of Arts (M.A.) abschloss. Von 2012 bis 2014 war sie als Wissenschaftliche Mitarbeiterin am Bundesverwaltungsgericht der Schweiz in St. Gallen tätig. Von 2014 bis 2019 hatte sie die Max Geldner-Assistenzprofessur an der Universität Basel inne und war Mitbegründerin des Zentrums für Life Sciences-Recht (ZSLR).
Im Anschluss an die Assistenzprofessur ist Claudia Seitz seit 2019 ständige Gastprofessorin an der Rechtswissenschaftlichen Fakultät der Universität Gent. Daneben ist sie Lehrbeauftragte an verschiedenen Universitäten, so seit 2007 an der Juristischen Fakultät der Universität Basel, seit 2019 an der Rechtswissenschaftlichen Fakultät der Rheinischen Friedrich-Wilhelms-Universität Bonn sowie seit 2021 an der Rechtswissenschaftlichen Fakultät der UFL. Seit 2021 ist sie zudem auch Dozentin am European Center of Pharmaceutical Medicine] (ECMP) der Medizinischen Fakultät der Universität Basel. Im Jahr 2022 wurde sie an der Universität Basel mit der Habilitationsschrift „Staat und Gesundheit“ habilitiert. Ihr wurde die Venia Legendi für die Gebiete Öffentliches Recht, Europarecht, Völkerrecht und Life Sciences-Recht verliehen. Neben ihrem Master of Arts (M.A.) des King’s College London hat sie auch einen Executive Master zum Recht der Künstlichen Intelligenz (Executive Master of Law and AI) der BSC Brüssel.
Seit Anfang 2023 ist Claudia Seitz ordentliche Professorin für Öffentliches Recht, Europarecht, Völkerrecht und Life Sciences-Recht an der Rechtswissenschaftlichen Fakultät der UFL. Neben ihrer Gastprofessur an der Universität Gent war sie zudem 2024 auch Gastprofessorin an der Bina Nusantara University (BINUS) in Jakarta.
Neben ihrer umfangreichen Publikations- und Vortragstätigkeit ist sie zudem auch Mitherausgeberin der Europäischen Zeitschrift für Wirtschaftsrecht (EuZW) sowie der European Health and Pharmaceutical Law Review (EHPL).

## Internationale Tätigkeiten
Claudia Seitz ist als Rechtsexpertin in verschiedenen Funktionen, so bei den Vereinten Nationen, der Europäischen Union sowie bei internationalen und nationalen Organisationen tätig.
Von 2017 bis 2018 war sie wissenschaftliche Rechtsexpertin in verschiedenen von der Weltbank finanzierten Programmen der Indonesian Agency for Agricultural Research and Development (IAARD) des indonesischen Landwirtschaftsministeriums in Bogor, Indonesien. Daneben war sie von 2017 bis 2021 Wissenschaftliche Beraterin und Dozentin des Advanced International Training Programme on Genetic Resources and Intellectual Property der Weltorganisation für Geistiges Eigentum (WIPO) und des Swedish Intellectual Property Office in Stockholm und Genf.
Von 2019 bis 2020 war sie zudem als Rechtsexpertin im internationalen Forschungsprojekt „Digitale Sequenzdaten“ des Leibniz Instituts, der Deutschen Sammlung von Mikroorganismen und Zellkulturen (DSMZ) in Braunschweig tätig.
Von 2019 bis 2020 war sie zudem Mitglied der Expertengruppe des International Council of Environmental Law (ICEL) bei der Intergovernmental Conference der United Nations Convention on the Law of the Sea on the Conservation and Sustainable Use of Marine Biological Diversity of Areas Beyond National Jurisdisction (BBNJ Conference) bei den Vereinten Nationen in New York.
Seit 2022 ist sie als Rechtsexpertin in einem Projekt zum Technologietransfer im Bereich der Biotechnologie der Weltorganisation für Geistiges Eigentum in Genf tätig.

## Funktionen
- Mitherausgeberin der Europäischen Zeitschrift für Wirtschaftsrecht (EuZW)[14]
- Mitherausgeberin der European Health & Pharmaceutical Law Review (EHPL)[15]
- Mitglied des Wissenschaftlichen Beirats der European Association for Health Law (EAHL)[16]
- Mitglied des Wissenschaftlichen Beirats der German Association for Synthetic Biology (GASB)[17]
- Gründungsmitglied und vormals Vorstandsmitglied von Ethics and Compliance Switzerland (ECS)[18]